# Hossein Rahmati
Hossein Rahmati, född 21 mars 1994 i Khorramabad, är en iransk professionell basketspelare som för närvarande spelar för Fryshuset i den svenska ligan. Han har tidigare spelat för flera lag i den iranska basketligan.

## Extern länk
Hossein Rahmati på Instagram